# 白鲟
白鲟（學名：Psephurus gladius），又名中国剑鱼、剑吻白鲟，中国古代称之为鮪，是已灭绝的鱼类物种，与生活在密西西比河的匙吻鲟同属匙吻鲟科，曾原产于中国的长江和黄河流域。白鲟最大可長到3（10英尺），体重达到300（660磅），也有记载称其最长可达7（23英尺），是最大的淡水魚之一。白鲟是白鲟属（Psephurus）的唯一一种，与生活在密西西比河的匙吻鲟同属匙吻鲟科。白鲟个体腹部黑白色头部灰色，以其他鱼类和小型虾蟹为食。白鲟与中华鲟生活水域相同，故四川民间渔民中流传有“千斤腊子万斤象，黄排大得不像样”之说，其中腊子指的是中华鲟，象鱼就是指的白鲟，黄排指代胭脂鱼。
白鲟在2022年被正式宣布灭绝，估计灭绝时间为2005年至2010年，尽管白鲟在1993年就已功能性灭绝。导致其灭绝的主要原因是葛洲坝和三峡大坝的建设，造成种群分裂，阻止白鲟洄游到上游产卵繁殖。过度捕捞也是其灭绝的重要原因之一。对白鲟的捕捞可以追溯到几个世纪前，到1970年代，年捕捞已达到25吨。1990年代，该物种被世界自然保护联盟（IUCN）正式列为极危物种，人们最后一次见到活着的白鲟是在2003年。长江水产研究所科学家2019年发表的论文宣布该物种已经灭绝。2019年9月，世界自然保护联盟物种生存委员会鲟鱼专家小组一致同意该物种已经灭绝，其红色名录的保护状况于2022年7月21日正式更新。

## 简介
白鲟头部为灰色，腹部为黑白色。其背鳍和臀鳍位于身体后面相当远的地方。其吻突为桨状，窄而尖，占总体长的四分之一至三分之一。其眼睛小而圆。其尾鳍为歪鳍（即脊椎延伸到了尾鳍上部），尾鳍下部十分发达。头骨比匙吻鱘更细长。牙齿很小。与匙吻鲟相比，其颌骨较短。与匙吻鲟科的其它鱼类一样，白鲟的骨架主要是软骨质。其身体没有鳞片，仅尾鳍和尾柄上有小鳞片。
白鲟幼鱼在第一个冬天达到约1至1.5（2至3磅）。到一岁时，长度为1米（3英尺），体重约为3.3（7 磅 4 oz）。超过该长度后，其体重迅速增长，在它们大约1.5米（5英尺）长时，体重达到约12.5（28磅）。在达到性成熟时，其体重约为25（55磅）。动物学家秉志1931年在《中国科学社生物研究所论文丛刊》记载，渔民曾捕获过白鲟，据推测成年鱼体长可达7（23英尺）。世界鱼类数据库给出的更保守的估计是白鲟最大可达体重300（660磅），长度3米（9.8英尺）。

## 分类与进化史

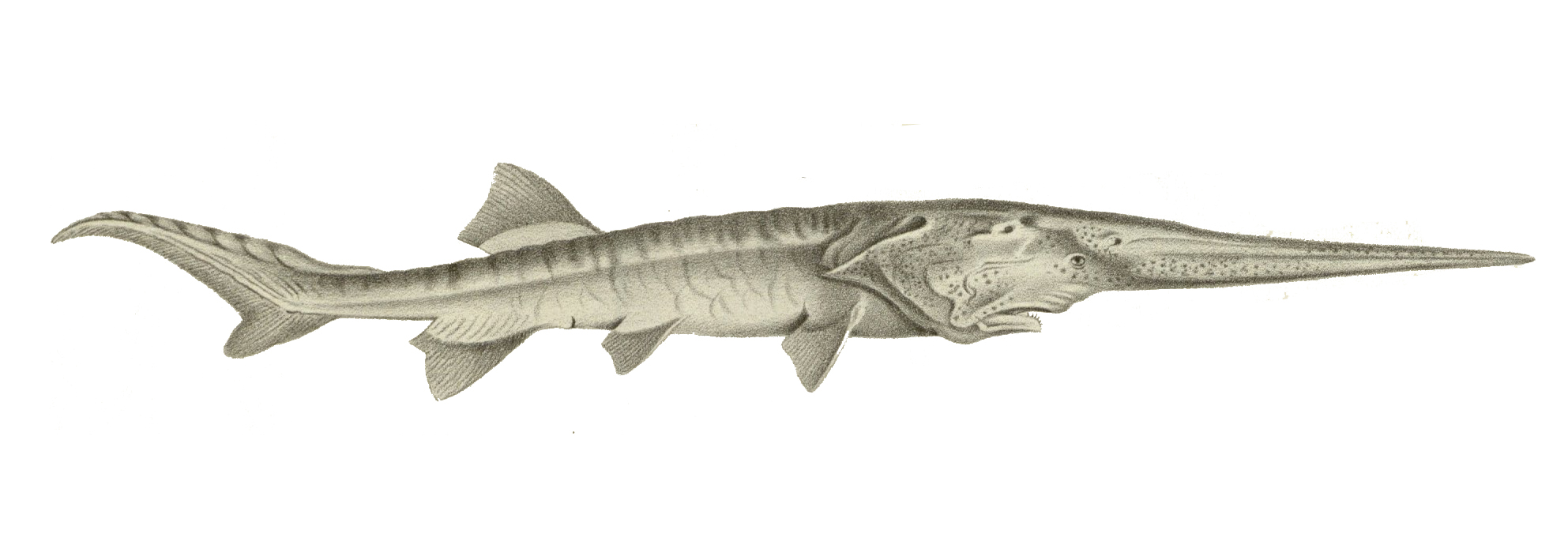
1868年绘制的Psephurus gladius的科学图（资源：Nouvelles Archives du Muséum national d'histoire naturelle）

本种在1862年被爱德华·冯·马滕斯首次命名为匙吻鲟属（Polyodon）的一个种。1873年，阿尔伯特·甘瑟将其归入一个单独的单型属。本种也被約翰·雅各布·考普在1862年给了一个不同的名称：Spatularia angustifolium，但这被认为是P. gladius的次异名。
匙吻鲟科（Polyodontidae）与鱘科（Acipenseridae）并列为鲟形目（Acipenseriformes）的两个活体科之一。鲟形目最早记录于超过1.9亿年前的早侏罗纪。最古老的匙吻鲟科物种的化石是来自中国早白垩纪的原白鱘屬（Protopsephurus），可追溯到大约1.2亿年前。该属包含匙吻鲟的最古老的代表可追溯到大约6500万年前的古新世。对于匙吻鲟和白鲟的分化年龄有不同的分子钟估计，包括6800万年前、7200万年前和1亿年前。
|  | †原白鱘屬 Protopsephurus |
|  |                          |

|  | ††古白鱘屬 Paleopsephurus |
|  |                           |

|  | †白鱘屬 Psephurus                                                            |
|  |                                                                              |
|  | \| \| †綴鱗鱘屬 Crossopholis \| \| \| \| \| \| 匙吻鱘屬 Polyodon \| \| \| \| |
|  |                                                                              |
|  | †綴鱗鱘屬 Crossopholis                                                       |
|  |                                                                              |
|  | 匙吻鱘屬 Polyodon                                                            |
|  |                                                                              |

|  | †綴鱗鱘屬 Crossopholis |
|  |                        |
|  | 匙吻鱘屬 Polyodon      |
|  |                        |

|  | ††古白鱘屬 Paleopsephurus |
|  |                           |

|  | †白鱘屬 Psephurus                                                            |
|  |                                                                              |
|  | \| \| †綴鱗鱘屬 Crossopholis \| \| \| \| \| \| 匙吻鱘屬 Polyodon \| \| \| \| |
|  |                                                                              |
|  | †綴鱗鱘屬 Crossopholis                                                       |
|  |                                                                              |
|  | 匙吻鱘屬 Polyodon                                                            |
|  |                                                                              |

|  | †綴鱗鱘屬 Crossopholis |
|  |                        |
|  | 匙吻鱘屬 Polyodon      |
|  |                        |

|  | †原白鱘屬 Protopsephurus |
|  |                          |

|  | ††古白鱘屬 Paleopsephurus |
|  |                           |

|  | †白鱘屬 Psephurus                                                            |
|  |                                                                              |
|  | \| \| †綴鱗鱘屬 Crossopholis \| \| \| \| \| \| 匙吻鱘屬 Polyodon \| \| \| \| |
|  |                                                                              |
|  | †綴鱗鱘屬 Crossopholis                                                       |
|  |                                                                              |
|  | 匙吻鱘屬 Polyodon                                                            |
|  |                                                                              |

|  | †綴鱗鱘屬 Crossopholis |
|  |                        |
|  | 匙吻鱘屬 Polyodon      |
|  |                        |

|  | ††古白鱘屬 Paleopsephurus |
|  |                           |

|  | †白鱘屬 Psephurus                                                            |
|  |                                                                              |
|  | \| \| †綴鱗鱘屬 Crossopholis \| \| \| \| \| \| 匙吻鱘屬 Polyodon \| \| \| \| |
|  |                                                                              |
|  | †綴鱗鱘屬 Crossopholis                                                       |
|  |                                                                              |
|  | 匙吻鱘屬 Polyodon                                                            |
|  |                                                                              |

|  | †綴鱗鱘屬 Crossopholis |
|  |                        |
|  | 匙吻鱘屬 Polyodon      |
|  |                        |

|  | †原白鱘屬 Protopsephurus |
|  |                          |

|  | ††古白鱘屬 Paleopsephurus |
|  |                           |

|  | †白鱘屬 Psephurus                                                            |
|  |                                                                              |
|  | \| \| †綴鱗鱘屬 Crossopholis \| \| \| \| \| \| 匙吻鱘屬 Polyodon \| \| \| \| |
|  |                                                                              |
|  | †綴鱗鱘屬 Crossopholis                                                       |
|  |                                                                              |
|  | 匙吻鱘屬 Polyodon                                                            |
|  |                                                                              |

|  | †綴鱗鱘屬 Crossopholis |
|  |                        |
|  | 匙吻鱘屬 Polyodon      |
|  |                        |

|  | ††古白鱘屬 Paleopsephurus |
|  |                           |

|  | †白鱘屬 Psephurus                                                            |
|  |                                                                              |
|  | \| \| †綴鱗鱘屬 Crossopholis \| \| \| \| \| \| 匙吻鱘屬 Polyodon \| \| \| \| |
|  |                                                                              |
|  | †綴鱗鱘屬 Crossopholis                                                       |
|  |                                                                              |
|  | 匙吻鱘屬 Polyodon                                                            |
|  |                                                                              |

|  | †綴鱗鱘屬 Crossopholis |
|  |                        |
|  | 匙吻鱘屬 Polyodon      |
|  |                        |

|  | †原白鱘屬 Protopsephurus |
|  |                          |

|  | ††古白鱘屬 Paleopsephurus |
|  |                           |

|  | †白鱘屬 Psephurus                                                            |
|  |                                                                              |
|  | \| \| †綴鱗鱘屬 Crossopholis \| \| \| \| \| \| 匙吻鱘屬 Polyodon \| \| \| \| |
|  |                                                                              |
|  | †綴鱗鱘屬 Crossopholis                                                       |
|  |                                                                              |
|  | 匙吻鱘屬 Polyodon                                                            |
|  |                                                                              |

|  | †綴鱗鱘屬 Crossopholis |
|  |                        |
|  | 匙吻鱘屬 Polyodon      |
|  |                        |

|  | ††古白鱘屬 Paleopsephurus |
|  |                           |

|  | †白鱘屬 Psephurus                                                            |
|  |                                                                              |
|  | \| \| †綴鱗鱘屬 Crossopholis \| \| \| \| \| \| 匙吻鱘屬 Polyodon \| \| \| \| |
|  |                                                                              |
|  | †綴鱗鱘屬 Crossopholis                                                       |
|  |                                                                              |
|  | 匙吻鱘屬 Polyodon                                                            |
|  |                                                                              |

|  | †綴鱗鱘屬 Crossopholis |
|  |                        |
|  | 匙吻鱘屬 Polyodon      |
|  |                        |

## 分布、栖息地和生态学
白鲟原产于长江流域及其在东海的河口湾。历史上黄河流域（通过大运河与长江相连）及其在黄海的河口湾也曾记录到白鲟的活动。白鲟主要栖息河流中，有时也会进入湖泊。由于其溯河性，有成熟的个体在东海和黄海的沿海水域被发现；偶尔春潮会将个体带入浙江省的钱塘江和甬江的下游。
该物种一生的大部分时间在长江下游度过，但在春季的三月中旬到四月初会洄游到上游并进入主要支流聚集产卵。一个位于金沙江的产卵点位于河道中点，距河岸约60（200英尺），长约500（1,600英尺），最大水深10（33英尺），水流湍急，下游的底部沉积物为碎屑，上游为泥沙。一项对产卵的白鲟的样本的研究发现，白鲟产卵年龄为8至12岁。雌鱼的卵巢含有超过10万个卵子，每个卵子大约2.7 mm（3⁄32英寸）宽。发育中的受精卵和鱼苗仅分布于四川东南部泸州上游的长江流域地区，而一岁鱼和成鱼则广泛分布在长江流域的下游至上游。
白鲟多为独居，以游泳能力强而闻名。与匙吻鲟不同的是，白鲟不是一种食浮游生物的滤食性鱼类，而主要以中小型鱼类为食，如鳀科鲚属、鲤科铜鱼属和吻𬶋属、虾虎鱼科虾虎鱼属的鱼类。白鲟也会捕食虾蟹。其颌可以突出，上颌能够向下和向前推以抓住猎物。白鲟使用劳伦氏壶腹进行被动电感受（感觉电场但不产生电场，如电鱼），主要用于探测猎物产生的微弱电场。

## 灭绝
过度捕捞是白鲟灭绝的主要原因之一。1970年代，白鲟的年捕捞量约为25吨。1983年，中国政府将白鲟列为保护物种并禁止对其捕捞。1980年代，该鱼种仍有少量发现（例如1985年有32条白鲟被捕获），1995年还能看到幼鱼。由于在人们意识到该鱼处于危险之中时，该鱼已十分罕见，而且成鱼难以人工饲养，建立人工繁殖种群的努力最终失败。后来葛洲坝和三峡大坝的建设，造成白鲟的种群分裂，阻止白鲟洄游到上游产卵繁殖，导致其生存环境面临严重威胁。
最近一次有人见过长江白鲟是在2003年1月24日。当时宜宾市南溪县罗龙镇渔民刘龙华作业时，误捕到一条白鲟。宜宾市水利局和中国水产科学研究院长江水产研究所的专家对白鲟进行了救助，缝合了伤口。27日下午，白鲟在宜宾市白沙湾被放生。放生后，研究人员通过白鲟身上的声纳设备对它进行追踪。30日凌晨，因追踪船在南溪县与江安县交界处附近的“金鸡尾”江段故障，导致声纳信号丢失。此后再也无人见过长江白鲟。
在2019年的论文中，中国水产科学研究院长江水产研究所认为该物种可能已灭绝，其在2017年至2018年间对长江进行了广泛的捕获调查，但没有寻获任何白鲟。论文中估计该物种约在2005年至2010年间灭绝，自1993年起可能已经功能性灭绝。研究发现，该物种的灭绝主要是由于过度捕捞和栖息地破碎，其中一个主要原因是1981年建成的葛洲坝。因此，该文章建议國際自然保護聯盟（IUCN）根据其红色名录分类标准将物种重新分类为灭绝。2019年9月中旬，报道称國際自然保護聯盟在上海組織了專家組評估，結果显示白鱘滅絕，且這一結果正在上報世界自然保護聯盟辦公室，隨後將在红色名錄中正式更新和公佈。国际自然保护联盟中国代表处工作人员称“后续还需要讨论”。2020年，《整体环境科学》刊登中国水产科学研究院长江水产研究所首席科学家、研究员危起伟博士通讯文章，正式宣布白鲟灭绝。
2022年7月21日，国际自然保护联盟更新濒危物种红色名录，显示白鲟已经灭绝。

## 图片

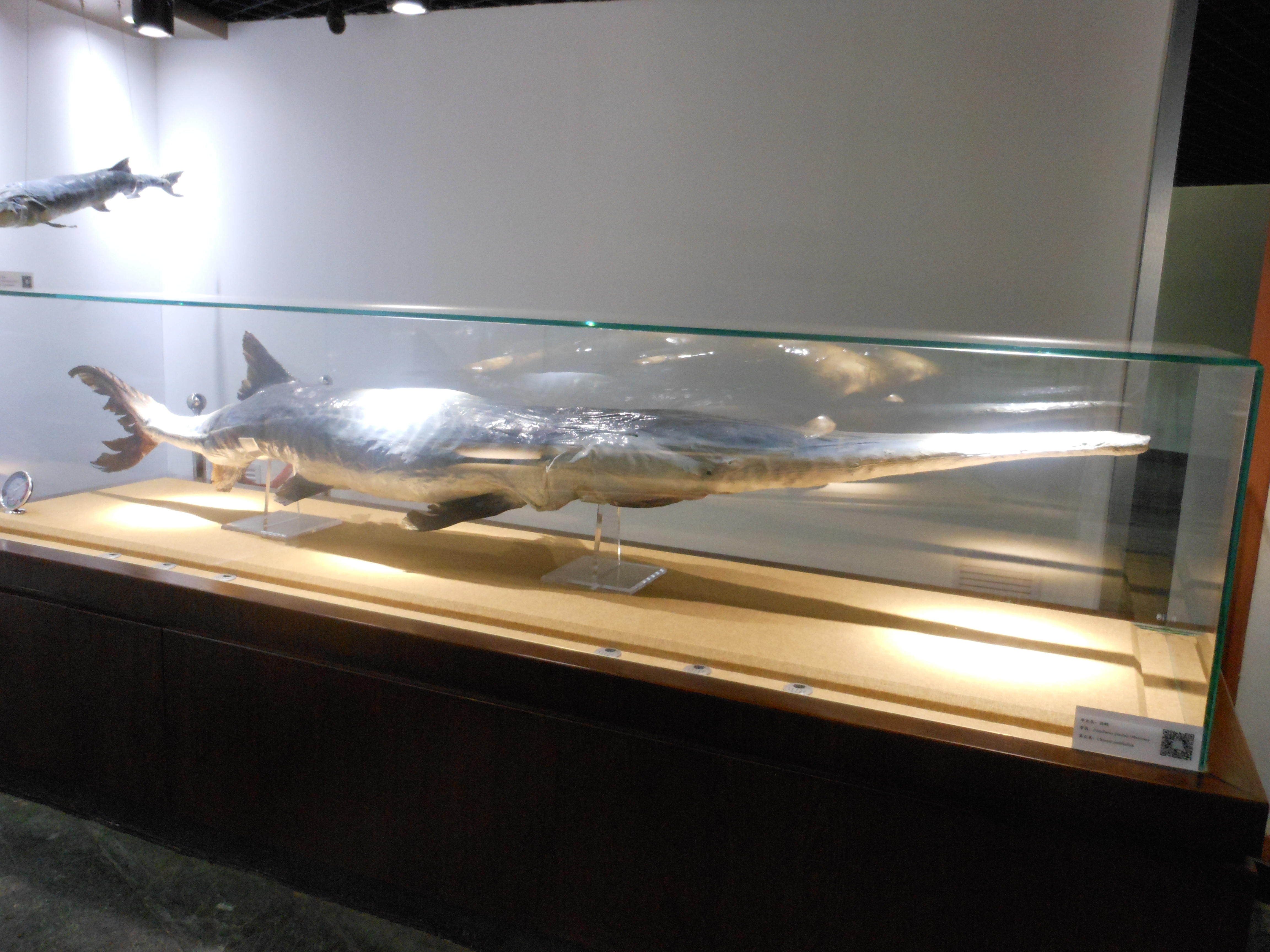
武汉中国科学院水生生物研究所水生生物博物馆中的白鲟标本
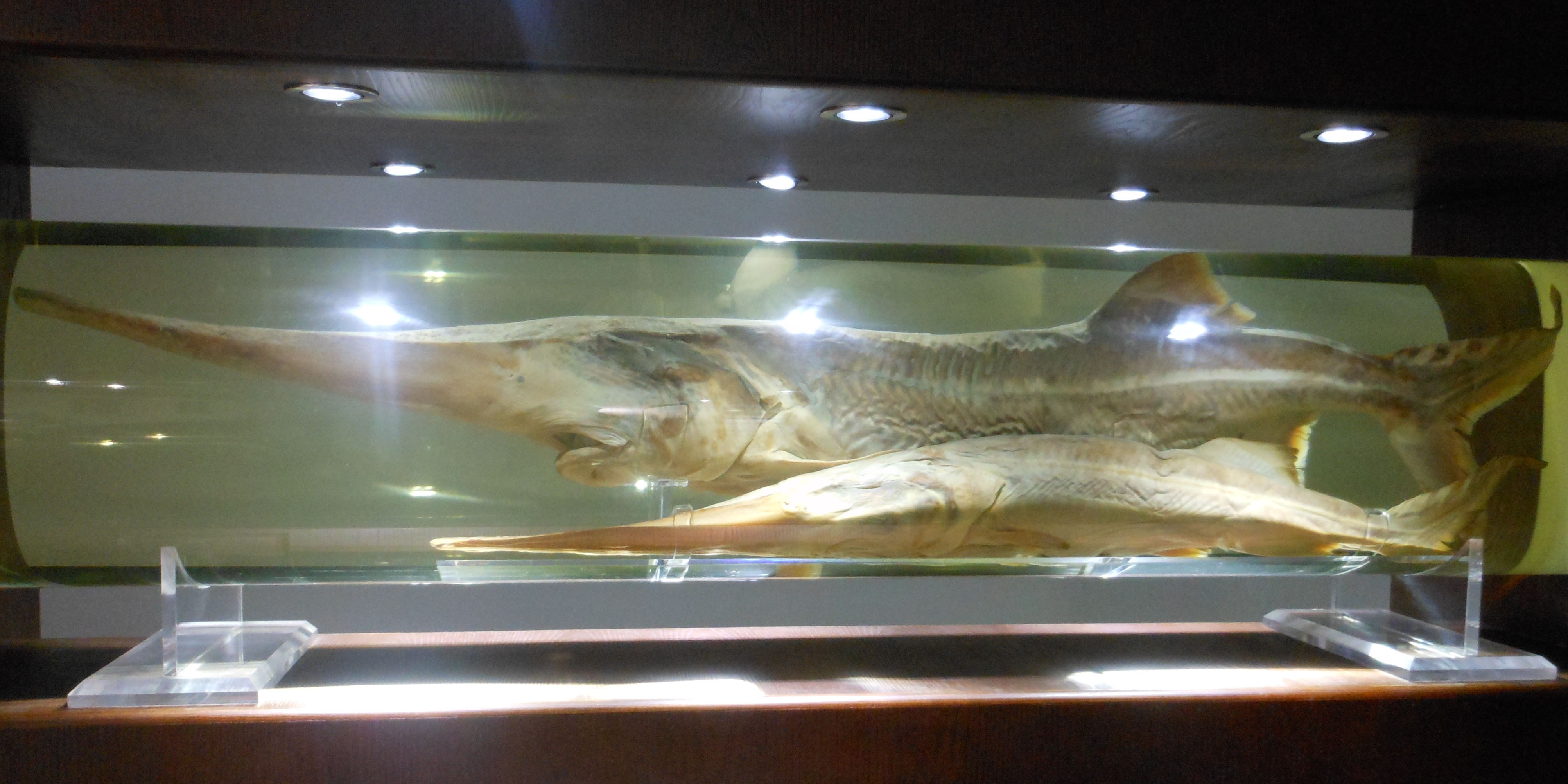
武汉中国科学院水生生物研究所水生生物博物馆中的白鲟标本
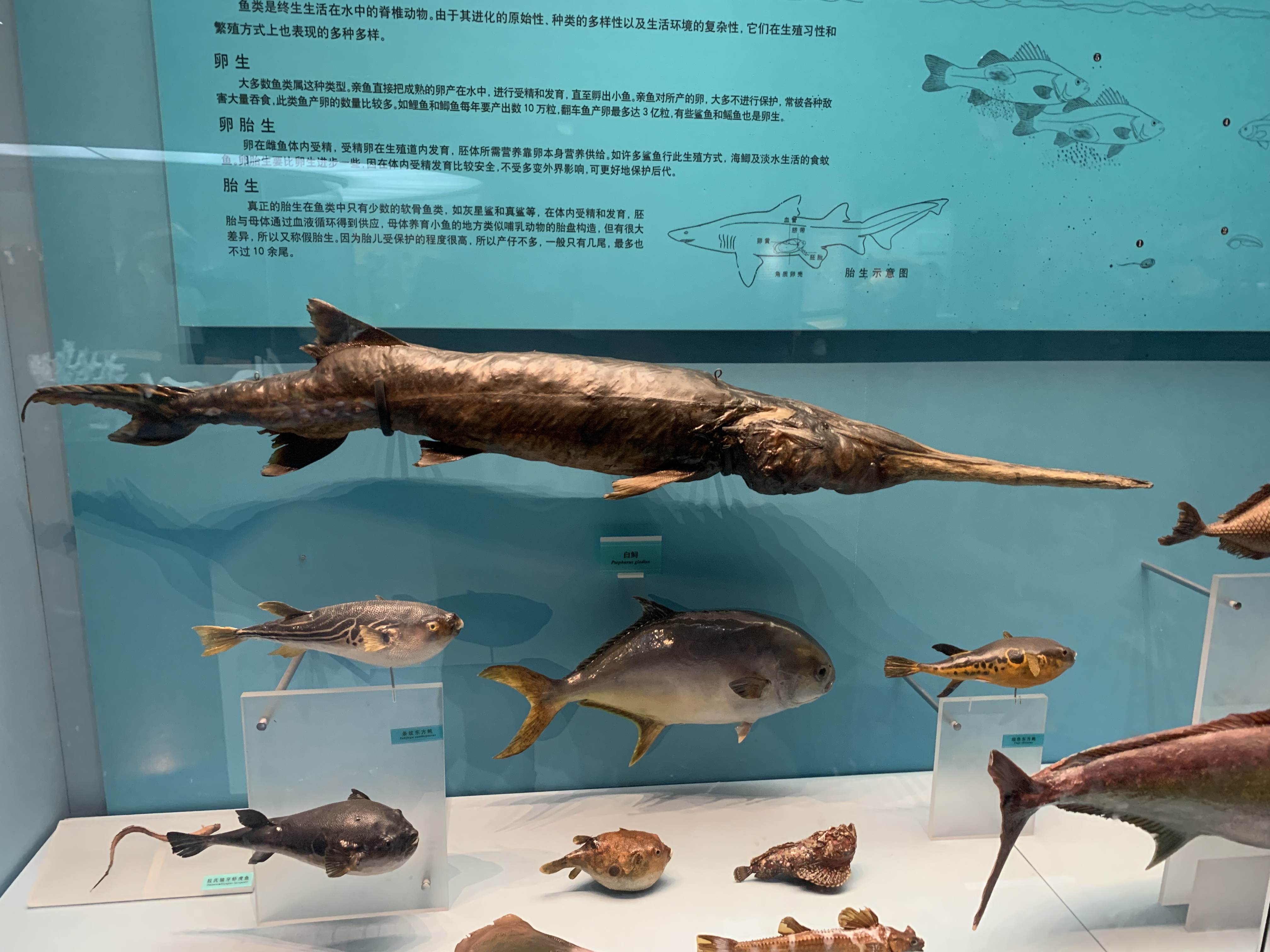
天津自然博物馆中的白鲟标本